# 张莉 (1987年)
张莉（1987年3月—），云南绿春人，哈尼族，中国共产党党员。中华人民共和国政治人物、第十三届全国人民代表大会云南省代表。

## 生平
2018年，张莉被选为云南省出席第十三届全国人民代表大会代表。